# Assé-le-Boisne
Assé-le-Boisne [ase lə bwan] ist eine französische Gemeinde mit 898 Einwohnern (Stand 1. Januar 2022) im Département Sarthe in der Region Pays de la Loire. Sie gehört zum Arrondissement Mamers und zum Kanton Sillé-le-Guillaume.

## Geographie

### Lage
Assé-le-Boisne liegt auf dem Nullmeridian im Nordwesten des Départements Sarthe, im Regionalen Naturpark Normandie-Maine. Der Ortskern von Assé ist weniger als zwei Kilometer von dem seines westlichen Nachbarn Sougé-le-Ganelon entfernt.

### Nachbargemeinden
| Saint-Léonard-des-Bois | Moulins-le-Carbonnel                        | Gesnes-le-Gandelin                       |
| Sougé-le-Ganelon       | Kompassrose, die auf Nachbargemeinden zeigt | Saint-Victeur                            |
| Douillet               | Saint-Aubin-de-Locquenay                    | Fresnay-sur-Sarthe, Saint-Ouen-de-Mimbré |

## Einwohnerentwicklung
Die Bevölkerungszahl von Assé ist bis 1831 gestiegen und hat dort einen Spitzenwert von 1872 erreicht, seitdem ist die Bevölkerungszahl allerdings wieder konstant gesunken und hat 1990 einen Tiefstwert von 754 Einwohnern erreicht, dieser Wert ist bis 2011 wieder leicht angestiegen auf 924 Einwohner. Wie viele Gemeinden auf dem Land hatte auch Assé lange mit der Landflucht zu kämpfen, jedoch scheint es, als hätte man einen Weg gefunden, die Bevölkerungszahl zu steigern.
| Jahr      | 1962 | 1968 | 1975 | 1982 | 1990 | 1999 | 2006 | 2011 |
| Einwohner | 837  | 809  | 784  | 781  | 754  | 791  | 871  | 924  |

Vor dem Hintergrund der Bevölkerungsentwicklung in Assé zeigt sich, dass die Gemeinde ihre steigende Bevölkerungszahl scheinbar jungen Familien zu verdanken hat. Die unter 15-Jährigen bilden mittlerweile die größte Gruppe, während sie 2006 noch hinter den 30- bis 44-Jährigen gelegen haben. In absoluten Zahlen heißt das, dass 2011 224 Einwohner jünger als 15 waren, fast 40 mehr als noch 2006.
| Männer | Alterstufe    | Frauen |
| ------ | ------------- | ------ |
| 26,3   | 0–14 Jahre    | 22,2   |
| 12,3   | 15–29 Jahre   | 12,2   |
| 22,5   | 30–44 Jahre   | 24,0   |
| 20,1   | 45–59 Jahre   | 18,3   |
| 12,7   | 60–74 Jahre   | 15,8   |
| 5,8    | 75–89 Jahre   | 7,0    |
| 0,2    | über 90 Jahre | 0,5    |

## Sehenswürdigkeiten
- Assé-le-Boisne ist Teil der Route Ambroise de Loré, die Wirkungsstätten von Ambroise de Loré (ein Ritter aus dem Hundertjährigen Krieg) miteinander verbindet.
- Herrenhaus von l'Échenay, seit 1969 Monument historique
- Die ehemalige Motte liegt im Ortskern, sie wurde 1426 im Hundertjährigen Krieg von Briten niedergebrannt.

## Bildung
In Assé gibt es eine École primaire (École maternelle und École élémentaire), das nächste Collège befindet sich in Fresnay-sur-Sarthe und das einzige Lycée befindet sich in Sillé-le-Guillaume.